# 2759 Idomeneus
2759 Idomeneus este un asteroid descoperit pe 14 aprilie 1980 de Edward Bowell.